# Championnat d'Asie féminin de handball 2024
Navigation
Corée du Sud 2022 indéterminé 2026
La 20e édition du championnat d'Asie féminin de handball se déroule du 3 au 10 décembre 2024 à New Delhi en Inde. Organisée par la Fédération asiatique de handball (AHF), elle met aux prises les meilleures équipes nationales féminines d'Asie et d'Océanie de handball.
Initialement prévue à Almaty au Kazakhstan, la compétition a finalement été disputée à New Delhi en Inde « en raison de circonstances imprévues »  [sic]. Le tournoi sert de qualification pour le Championnat du monde 2025, les quatre meilleures équipes se qualifiant. Si les pays d'Océanie (Australie) avaient participé au tournoi et terminé dans le top 5, ils se seraient qualifiés pour les Championnats du monde.
Le Japon bat la Corée du Sud, tenante du titre, 25-24 pour remporter son deuxième titre et son premier depuis 2004.

## Présentation

### Modalités
Le championnat oppose — initialement — 10 équipes réparties en deux poules de cinq où seules les deux premières nations de chaque groupe sont qualifiées pour les demi-finale.
Avec le forfait de l'Ouzbékistan et de l’Australie, les groupes ne sont finalement composés que de quatre équipe.

### Équipes qualifiées
Les 10 équipes qualifiées sont :
- Inde (hôte)
- Australie
- Chine
- Corée du Sud
- Hong Kong
- Iran
- Japon
- Kazakhstan
- Ouzbékistan
- Singapour

### Tirage au sort
Le tirage au sort de la compétition a eu lieu le 18 octobre 2024 au The Leela Ambience Convention Hotel à New Delhi.
L'Australie avait déjà déclaré forfait avant le tirage.

## Phase de groupes
- Qualifié pour les demi-finales.
- Reversé dans les matchs de classement.
- T : Tenant du titre.
- PO : Pays organisateur.

### Groupe A
|   | Équipe         | Pts | J | G | N | P | Bp  | Bc  | Diff |
| - | -------------- | --- | - | - | - | - | --- | --- | ---- |
| 1 | Corée du Sud T | 6   | 3 | 3 | 0 | 3 | 102 | 39  | 63   |
| 2 | Kazakhstan     | 4   | 3 | 2 | 0 | 1 | 86  | 63  | 23   |
| 3 | Chine          | 2   | 3 | 1 | 0 | 2 | 87  | 63  | 24   |
| 4 | Singapour      | 0   | 3 | 0 | 0 | 3 | 22  | 132 | -110 |

| Date et heure | Équipe 1     | Score   | Équipe 2     |
| ------------- | ------------ | ------- | ------------ |
| 3 déc., 12h00 | Chine        | 26 – 28 | Kazakhstan   |
| 3 déc., 16h00 | Corée du Sud | 47 – 05 | Singapour    |
| 4 déc., 12h00 | Singapour    | 10 – 47 | Chine        |
| 4 déc., 16h00 | Kazakhstan   | 20 – 30 | Corée du Sud |
| 6 déc., 12h00 | Kazakhstan   | 38 – 07 | Singapour    |
| 6 déc., 16h00 | Corée du Sud | 25 – 14 | Chine        |

### Groupe B
|   | Équipe    | Pts | J | G | N | P | Bp  | Bc  | Diff |
| - | --------- | --- | - | - | - | - | --- | --- | ---- |
| 1 | Japon     | 6   | 3 | 3 | 0 | 3 | 129 | 35  | 94   |
| 2 | Iran      | 4   | 3 | 2 | 0 | 1 | 72  | 81  | -9   |
| 3 | Inde PO   | 2   | 3 | 1 | 0 | 2 | 76  | 108 | -32  |
| 4 | Hong Kong | 0   | 3 | 0 | 0 | 3 | 51  | 104 | -53  |

| Date et heure | Équipe 1  | Score   | Équipe 2  |
| ------------- | --------- | ------- | --------- |
| 3 déc., 14h00 | Japon     | 34 – 14 | Iran      |
| 3 déc., 18h00 | Inde      | 31 – 28 | Hong Kong |
| 4 déc., 14h00 | Hong Kong | 06 – 47 | Japon     |
| 4 déc., 18h00 | Iran      | 32 – 30 | Inde      |
| 6 déc., 14h00 | Iran      | 26 – 17 | Hong Kong |
| 6 déc., 18h00 | Inde      | 15 – 48 | Japon     |

## Phase finale

### Tableau récapitulatif
|  | Demi-finales | Demi-finales |                        |    | Finale      | Finale      |
|  | Demi-finales | Demi-finales |                        |    | Finale      | Finale      |
|  |              |              |                        |    |             |             |
|  | 8 décembre   | 8 décembre   |                        |    | 10 décembre | 10 décembre |
|  | 8 décembre   | 8 décembre   |                        |    | 10 décembre | 10 décembre |
|  | Corée du Sud | 33           |                        |    | 10 décembre | 10 décembre |
|  | Corée du Sud | 33           |                        |    | 10 décembre | 10 décembre |
|  | Iran         | 20           |                        |    | 10 décembre | 10 décembre |
|  | Iran         | 20           | Corée du Sud           | 24 |             |             |
|  | 8 décembre   |              | Corée du Sud           | 24 |             |             |
|  |              | Japon        | 25                     |    |             |             |
|  | Japon        | Japon        | 25                     | 30 |             |             |
|  | Japon        |              |                        | 30 |             |             |
|  | Kazakhstan   | 23           |                        |    |             |             |
|  | Kazakhstan   | 23           | Match pour la 3e place |    |             |             |
|  |              |              |                        |    |             |             |
|  | 10 décembre  |              |                        |    |             |             |
|  |              |              |                        |    |             |             |
|  | Iran         | 22           |                        |    |             |             |
|  | Iran         | 22           |                        |    |             |             |
|  | Kazakhstan   | 28           |                        |    |             |             |
|  | Kazakhstan   | 28           |                        |    |             |             |

### Demi-finales
| 8 décembre 2024 16h00 | Corée du Sud | 33 – 20 | Iran |  |
| 8 décembre 2024 16h00 | (16–8)       |         |      |  |

| 8 décembre 2024 18h00 | Japon   | 30 – 23 | Kazakhstan |  |
| 8 décembre 2024 18h00 | (15–14) |         |            |  |

### Match pour la3eplace
| 10 décembre 2024 16h00 | Iran    | 22–28 | Kazakhstan |  |
| 10 décembre 2024 16h00 | (10-13) |       |            |  |
| 10 décembre 2024 16h00 | rapport |       |            |  |

### Finale
| 10 décembre 2024 18h00 | Corée du Sud | 24–25   | Japon      |  |
| 10 décembre 2024 18h00 | 4 joueuses 4 | (12–9)  | Nakayama 7 |  |
| 10 décembre 2024 18h00 | ×3           | rapport |            |  |

### Matchs de classement
|  | Demi-finales de classement | Demi-finales de classement |                        |    | Match pour la 5e place | Match pour la 5e place |
|  | Demi-finales de classement | Demi-finales de classement |                        |    | Match pour la 5e place | Match pour la 5e place |
|  |                            |                            |                        |    |                        |                        |
|  |                            |                            |                        |    |                        |                        |
|  |                            |                            |                        |    |                        |                        |
|  | Chine                      | 38                         |                        |    |                        |                        |
|  | Chine                      | 38                         |                        |    |                        |                        |
|  | Hong Kong                  | 14                         |                        |    |                        |                        |
|  | Hong Kong                  | 14                         | Chine                  | 41 |                        |                        |
|  |                            |                            | Chine                  | 41 |                        |                        |
|  |                            | Inde                       | 30                     |    |                        |                        |
|  | Inde                       | Inde                       | 30                     | 35 |                        |                        |
|  | Inde                       |                            |                        | 35 |                        |                        |
|  | Singapour                  | 22                         |                        |    |                        |                        |
|  | Singapour                  | 22                         | Match pour la 7e place |    |                        |                        |
|  |                            |                            |                        |    |                        |                        |
|  |                            |                            |                        |    |                        |                        |
|  |                            |                            |                        |    |                        |                        |
|  | Hong Kong                  | 33                         |                        |    |                        |                        |
|  | Hong Kong                  | 33                         |                        |    |                        |                        |
|  | Singapour                  | 18                         |                        |    |                        |                        |
|  | Singapour                  | 18                         |                        |    |                        |                        |

## Bilan

### Classement final
| Rang                     | Équipe       |
| ------------------------ | ------------ |
| Médaille d'or, Asie      | Japon        |
| Médaille d'argent, Asie  | Corée du Sud |
| Médaille de bronze, Asie | Kazakhstan   |
| 4                        | Iran         |
| 5                        | Chine        |
| 6                        | Inde         |
| 7                        | Hong Kong    |
| 8                        | Singapour    |

Le Japon, la Corée du Sud, le Kazakhstan et l'Iran sont qualifiés pour le Championnat du monde 2025.